# François de Montholon
Pour les articles homonymes, voir Famille de Montholon.
 (février 2012).
Si vous disposez d'ouvrages ou d'articles de référence ou si vous connaissez des sites web de qualité traitant du thème abordé ici, merci de compléter l'article en donnant les références utiles à sa vérifiabilité et en les liant à la section « Notes et références ».
François de Montholon (vers 1480, Autun – 12 juin 1543, Villers-Cotterêts), chevalier, seigneur du Vivier, d’Aubervilliers et de Gaillonnet à Seraincourt, est premier président du Parlement de Paris, garde des sceaux de France du 9 août 1542 au 15 juin 1543.

## Biographie
François de Montholon est avocat du roi au parlement de Dijon, puis s’attache au barreau de Paris, suivant les conseils de son grand-oncle, Germain de Ganay, évêque d'Orléans. Il est surtout connu pour un grand procès intenté au connétable de France, Charles III de Bourbon, par la duchesse d’Angoulême. Guillaume Poyet, futur  chancelier de France défend Louise de Savoie, mère du roi François Ier, face à Charles, duc de Bourbon, en 1521, défendu par Montholon.
Quelques années plus tard, le 28 septembre 1532, il est nommé garde des sceaux sous François Ier. Le roi aurait entendu Montholon plaider la cause du connétable de Bourbon, contre le roi lui-même et contre sa mère. Dès lors plein d’estime pour lui, il lui avait destiné une charge d’avocat général au Parlement de Paris.[réf. nécessaire]
Le 12 avril 1541, c'est l'extension de l’impôt de la gabelle à La Rochelle qui en était jusque-là exemptée par ses privilèges. De là, de nouveaux troubles et émeutes éclatent en 1542. La population, se soulève et chasse Charles Chabot, le gouverneur et sa garnison de la ville.
François de Montholon  meurt le 12 juin 1543[réf. nécessaire], à Villers-Cotterêts. Son corps est apporté à Paris, où il est inhumé dans la chapelle Saint-François de l'Église Saint-André-des-Arts à Paris. Il était un personnage d’une probité rare, d'après François Eudes de Mézeray[réf. nécessaire].

### famille et descendance
François de Montholon est le fils de Nicolas II de Montholon, seigneur de Pleuveron, lieutenant général au bailliage d’Autun, décédé le 19 octobre 1496 et de Jeanne Chappet, fille du seigneur de La Bouillie. Il est le frère de Jean de Montholon, promu cardinal, mais qui meurt aussitôt en 1528.
Les Montholon portent : D'azur à un mouton d'or, accompagné de trois quintefeuilles d'argent rangées en chef.
François de Montholon se marie le 29 mai 1514 avec Jeanne Berthoul. Devenu veuf, il se remarie, le 18 juillet 1524, avec Marie Boudet dont il eut François II de Montholon  (1528-1590), procureur général de la reine, garde des sceaux et chancelier de France (1551).
Les papiers personnels de la famille de Montholon sont conservés aux Archives nationales sous la cote 115AP 
Son descendant Charles Tristan de Montholon, général d'Empire,  accompagne l'Empereur Napoléon lors de son exil à Sainte Hélène.

## Son œuvre
François de Montholon, La Remonstrance faite par Monsieur le Garde des Sceaux de France, en l'Assemblée des Estats. (Cf. Lindsay & Neu, 1334 et Pallier n° 234)

## Autres articles
- Charles-Tristan de Montholon
- Napoléon voir descendance Hélène Napoléonne Bonaparte de Montholon
- famille Panteghini